# Ace Ventura (série de films)
Pour les articles homonymes, voir Ace Ventura.
 Pour plus de détails, voir Fiche technique et Distribution
Ace Ventura est une série de films américains comprenant deux longs métrages : Ace Ventura, détective pour chiens et chats (1994) et Ace Ventura en Afrique (1995) ainsi qu'un téléfilm, Ace Ventura 3 (2009). Les deux premiers films mettent en vedette l'acteur Jim Carrey dans le rôle-titre.

## Ace Ventura, détective chiens et chats(1994)

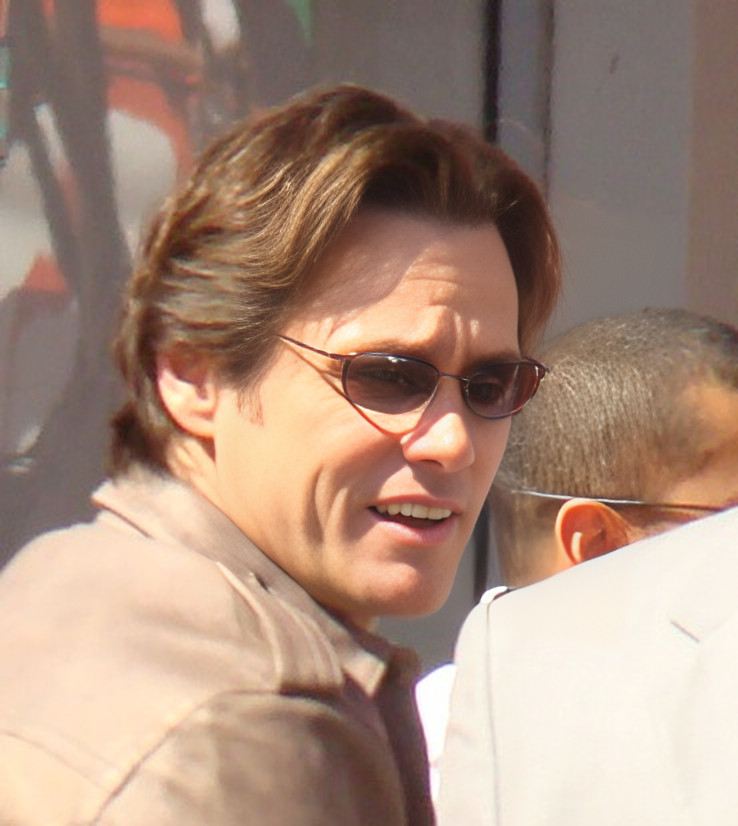
Jim Carrey, ici en 2008, interprète Ace Ventura dans les deux premiers films

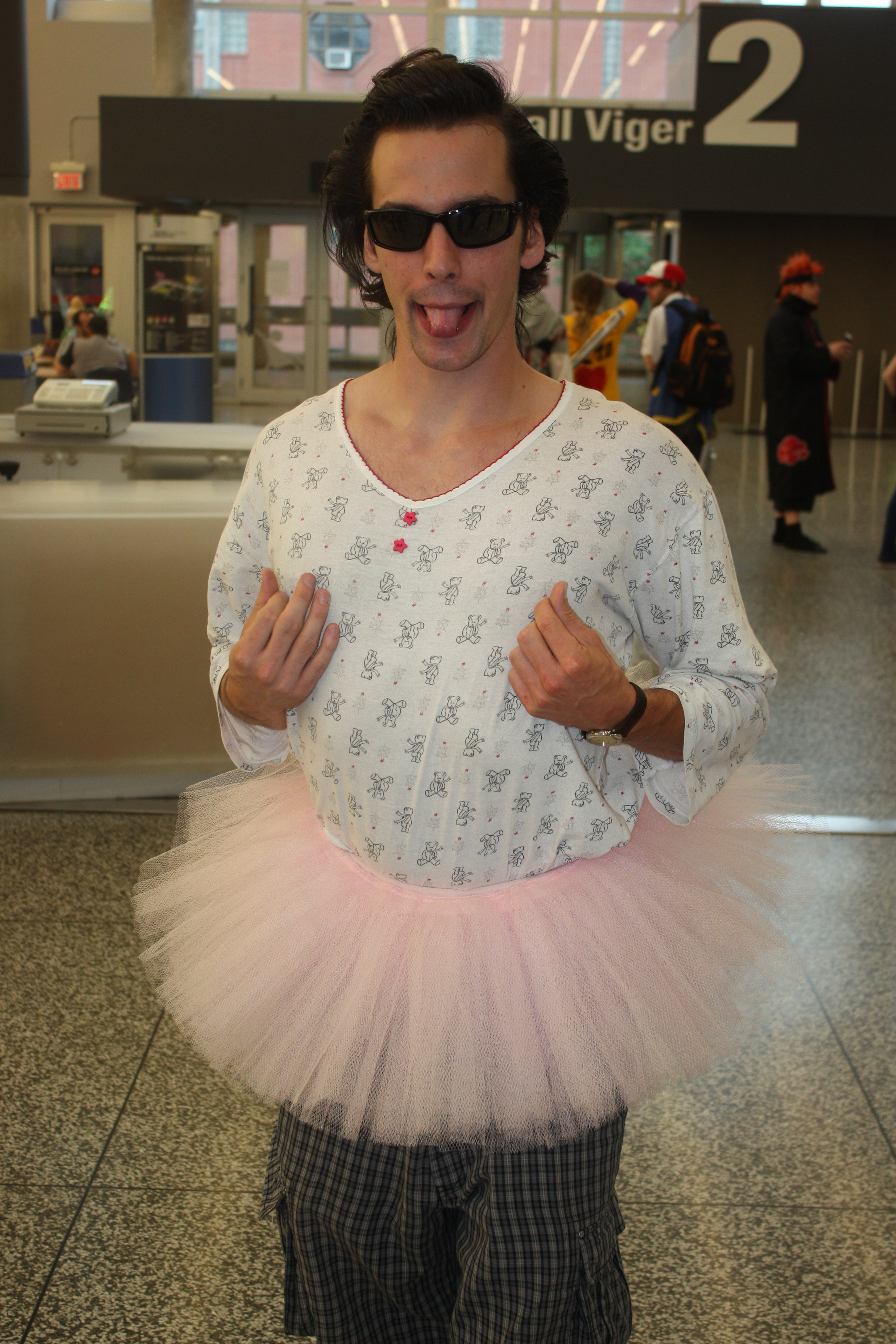
Cosplay d'Ace Ventura.

Détective spécialisé dans la recherche d'animaux perdus, Ace Ventura habite un appartement devenu une véritable arche de Noé où se côtoient caméléon, perroquet, canari et mouffette. Lorsque l'équipe de football américain des Dolphins de Miami perd sa mascotte, le dauphin Flocon de Neige, c'est à Ace Ventura que la charmante Melissa Robinson fait appel. Dès les premiers instants de l'enquête, Ace trouve un indice, une pierre précieuse qui appartenait à une chevalière mémoire du Super Bowl de 1984, que les Dolphins n'avaient pas gagné. Il s'attire très vite les foudres du lieutenant Einhorn, chef de la police.

## Ace Ventura en Afrique(1995)
Parce qu'il n'a pas pu sauver un raton laveur perdu en haute montagne, Ace Ventura s'est retiré dans une lamaserie au Tibet. Mais, à la faveur d'une nouvelle mission, Ace Ventura part en Nibia, un pays imaginaire d'Afrique, mettre la main sur une chauve-souris blanche sacrée, Chickaka, disparue avant qu'un conflit n'éclate entre les tribus Wachati et Wachootoo.

## Ace Ventura Jr., détective chiens et chats(2008)
Après avoir résolu son affaire en Afrique, Ace Ventura est revenu à Miami et a fondé une famille. Il s'est marié avec l'ancienne chargée de presse de l'équipe des Dolphins de Miami, Melissa Robinson et a eu un fils : Junior. Or, un jour, Ace disparait mystérieusement, laissant derrière lui sa femme et son fils qu'elle élèvera seul. Douze ans plus tard, Melissa est devenue gardienne de zoo et Ace Junior a grandi, mais il a hérité de l'amour des animaux de son père et passe son temps à récupérer tous les animaux égarés qu'il trouve, au grand dam de sa mère souhaitant qu'il soit comme les autres et surtout ne voulant pas le perdre comme son mari, à propos duquel elle n'a jamais rien dit de ses activités à son fils.

## Fiche technique
| Équipe          | Films                                              | Films                              | Films                                                 |
| Équipe          | Ace Ventura, détective pour chiens et chats (1994) | Ace Ventura en Afrique (1995)      | Ace Ventura Jr., détective chiens et chats (2009, TV) |
| --------------- | -------------------------------------------------- | ---------------------------------- | ----------------------------------------------------- |
| Titre québécois | Ace Ventura mène l'enquête                         | Ace Ventura : L'appel de la nature | Ace Ventura Jr. mène l'enquête                        |
| Titre original  | Ace Ventura: Pet Detective                         | Ace Ventura: When Nature Calls     | Ace Ventura Jr.: Pet Detective                        |
| Réalisateurs    | Tom Shadyac                                        | Steve Oedekerk                     | David M. Evans                                        |
| Scénaristes     | Jack Bernstein                                     | Steve Oedekerk                     | Jeff Sank                                             |
| Scénaristes     | Tom Shadyac                                        | Steve Oedekerk                     | Jason Heimberg                                        |
| Scénaristes     | Jim Carrey                                         | Steve Oedekerk                     | Justin Heimberg                                       |
| Producteurs     | James G. Robinson                                  | James G. Robinson                  | James G. Robinson                                     |
| Producteurs     |                                                    | David C. Robinson                  |                                                       |
| Montage         | Don Zimmerman                                      | Malcolm Campbell                   | Danny Saphire                                         |
| Photographie    | Julio Macat                                        | Donald E. Thorin                   | Mark Irwin                                            |
| Musique         | Ira Newborn                                        | Robert Folk                        | Laura Karpman                                         |
| Sortie          | 4 février 1994                                     | 10 novembre 1995                   | 1er mars 2009 (TV)                                    |
| Sortie          | 29 mars 1995                                       | 10 juillet 1996                    | NC                                                    |
| Durée           | 86 minutes                                         | 90 minutes                         | 90 minutes                                            |
| Budget          | 15 000 000 $                                       | 30 000 000 $                       | NC                                                    |
| Genre           | comédie policière                                  | comédie policière                  | comédie policière                                     |
| Production      | Morgan Creek Productions                           | Morgan Creek Productions           | Morgan Creek Productions                              |
| Distributeur    | Warner Bros.                                       | Warner Bros.                       | Warner Bros.                                          |

## Distribution
| Personnages                   | Films                                              | Films                         | Films                                                 |
| Personnages                   | Ace Ventura, détective pour chiens et chats (1994) | Ace Ventura en Afrique (1995) | Ace Ventura Jr., détective chiens et chats (2009, TV) |
| ----------------------------- | -------------------------------------------------- | ----------------------------- | ----------------------------------------------------- |
| Ace Ventura                   | Jim Carrey                                         | Jim Carrey                    |                                                       |
| Spike                         | Binks (Cebus)                                      | Binks (Cebus)                 |                                                       |
| Emelio                        | Tone Lōc                                           |                               |                                                       |
| Aguado                        | John Capodice                                      |                               |                                                       |
| M. Shickadance                | Mark Margolis                                      |                               |                                                       |
| Woodstock                     | Raynor Scheine                                     |                               |                                                       |
| Melissa Robinson Ventura      | Courteney Cox                                      |                               | Ann Cusack                                            |
| Lt. Lois Einhorn / Ray Finkle | Sean Young                                         |                               |                                                       |
| Dan Marino                    | Dan Marino                                         |                               |                                                       |
| Fulton Greenwall              |                                                    | Ian McNeice                   |                                                       |
| Vincent Cadby                 |                                                    | Simon Callow                  |                                                       |
| Ouda                          |                                                    | Maynard Eziashi               |                                                       |
| Burton Quinn                  |                                                    | Bob Gunton                    |                                                       |
| Ace Ventura Jr.               |                                                    |                               | Josh Flitter (en)                                     |
| Rex Ventura                   |                                                    |                               | Ralph Waite                                           |